# Meramec Township (comté de Jefferson, Missouri)
Meramec Township est un ancien township, situé à l'ouest, du comté de Jefferson, dans le Missouri, aux États-Unis,.
Le township est fondé en 1821 et baptisé en référence à la rivière Meramec.

### Source de la traduction
- (en) Cet article est partiellement ou en totalité issu de l’article de Wikipédia en anglais intitulé « Meramec Township, Jefferson County, Missouri » (voir la liste des auteurs).